# Afriški slon
Afriški slon (znanstveno ime Loxodonta) je rod, sestavljen iz dveh živečih živalskih vrst slonov, afriškega savanskega slona (L. Africana) in manjšega afriškega gozdnega slona (L. Cyclotis). Oba sta socialna rastlinojeda s sivo kožo, razlikujeta pa se v velikosti in barvi okljev ter velikosti ušes in lobanje.
Obe vrsti veljata za ogroženi in sta na rdečem seznamu mednarodne zveze za ohranjanje okolja od leta 2004, saj se spopadata z izgubo habitata in nezakonitim lovom zaradi trgovine s slonovino.
Prebiva v večjem delu Afrike, južno od Sahare; polpuščavi Kalahari, v Kongovi kotlini, na Etiopskem višavju in v afriških stepah, savanah, gozdovih in rečni puščavi Namib.
Afriški slon vsak dan potrebuje in tudi poje 200 kilogramov krme in 80 do 100 litrov vode v vsaj šestih obrokih. V ujetništvu v živalskem vrtu slon ne poje več kakor 100 kilogramov krme, seveda dopolnjene s korenjem, sadjem in zelenjavo.